# Uroleucon erigeronense
Uroleucon erigeronense är en insektsart som först beskrevs av Thomas 1878.  Uroleucon erigeronense ingår i släktet Uroleucon och familjen långrörsbladlöss. Enligt den finländska rödlistan är arten starkt hotad i Finland. Arten är reproducerande i Sverige. Artens livsmiljö är parker, gårdsplaner och trädgårdar. Inga underarter finns listade i Catalogue of Life.